# Trương Như Thị Tịnh
Trương Như Thị Tịnh (chữ Hán: 張如氏靜; 7 tháng 4, năm 1889 - 20 tháng 6, năm 1968), còn gọi là Giác Huệ ni sư (覺惠尼師), là người vợ đầu tiên và chính thức của Hoằng Tông Khải Định hoàng đế thuộc triều đại nhà Nguyễn trong lịch sử Việt Nam.
Danh hiệu Hoàng quý phi của bà cho đến nay vẫn là vấn đề mơ hồ, vì trong chỉ dụ tôn phong của Khải Định Đế chép trong Đồng Khánh - Khải Định chính yếu, chỉ đề cập bà là nguyên phối và đã xuất gia đi tu, chưa từng có nhắc đến việc phong tặng bà làm Hoàng quý phi như lời đồn đãi.

## Tiểu sử
Trương Như Thị Tịnh là con gái quan Phụ chính đại thần Thượng thư bộ Lại, tước Hiền Lương tử Trương Như Cương (張如岡), người làng Hiền Lương, Phong Điền, tỉnh Thừa Thiên. Năm 1904, khi được 15 tuổi, tiểu thư Trương Như thị được cưới làm phủ thiếp (府妾) khi Hoằng Tông hoàng đế còn là Phụng Hóa công ở cung An Định.
Sự tích trước khi bà đi tu vẫn còn rất mơ hồ. Theo truyền thuyết được lưu truyền rất nhiều, Phụng Hóa công lúc đó mê cờ bạc, ăn chơi, gia đình họ Trương lại khá giả, bèn cậy đó buộc bà phải đi xin tiền cha mẹ để có tiền đi đánh bạc. Thương con, ông bà Trương cũng đành chiều ý. Thấy thế Phụng Hóa công đương nghĩ của cải nhà nhạc gia là vô tận nên càng cờ bạc ăn chơi đã đời. Tuy gia đình họ Trương đại thần giàu có nhưng chưa phải là muốn mấy cũng có. Ông Trương xuất thân từ làng thợ rèn Hiền Lương, một làng lao động có nề nếp, sau này dù làm quan đến tột đỉnh danh vọng, ông vẫn giữ phong cách giản dị, cần kiệm của người cha là người lao động. Nhiều lần bà Tịnh bị cha mẹ quở trách nặng nề. Một hôm, Phụng Hóa công nảy ý định mở một chén bạc lớn để thử thời vận nhưng trắng tay, ông liền bảo vợ về nhà xin tiền. Bà Tịnh đau đớn vì thấy đức ông chồng đã chẳng còn biết liêm sỉ, bà dùng dằng không muốn đi. Công nổi nóng la lối om sòm, doạ sẽ có thái độ với bà. Cuối cùng bà đã đi và đó cũng là lần cuối cùng bà về nhà xin tiền cha mẹ cho chồng cờ bạc. Bà quyết định ra đi, lên chùa tu bỏ mặc sự đời.
Tuy vậy, truyền thuyết trên rất có thể chỉ là được hư cấu nhằm bôi đen địa vị của Khải Định Đế mà thôi. Theo lý lịch về bà khi đã là sư bà Giác Huệ, sau một thời gian thì bà xin Khải Định Đế cho bà xuất gia đầu Phật và được chấp thuận.

## Xuất gia
Năm 1913, bà lên chùa Tây Thiên trình bày nguyện vọng muốn xuất gia, lấy pháp hiệu là Giác Huệ (覺惠), biệt hiệu Đạm Thanh (淡清) và Tuyết Nhan (雪顏). Đến năm 1916, bà về xã Thủy Dương, lập một cảnh chùa tại Độn Sầm, làng Thanh Thủy, huyện Hương Thủy (cách kinh thành Huế chừng 3 km về phía Nam) để tu thiền, đó là Hoa Nghiêm Các. Trong thời gian này, bà hay cùng bầu bạn với nữ sĩ Đạm Phương.
Năm 1916, Phế đế Duy Tân khởi nghĩa chống thực dân Pháp thất bại, bị đầy sang đảo Réunion thuộc châu Phi, người Pháp quyết định chọn Phụng Hóa công lên kế vị, niên hiệu là Khải Định. Theo truyền thuyết, nhà vua đã từng muốn lập bà làm Hoàng quý phi vợ cả, song bà đã từ chối. Vì vậy, ông không đặt ai làm chính thất, dù người có tước vị cao nhất khi ấy Ân phi Hồ Thị Chỉ thường tham dự triều chính với tư cách Hoàng hậu.
Năm 1962, vì đã lớn tuổi, Ni sư Trương Như thị xin lên tu tập với Ni chúng chùa Diệu Viên (lúc đó bà đã 74 tuổi) và được sư cụ chùa Diệu Viên chấp thuận, đồng thời đã cho 2 vị ni là Ni trưởng Thích Nữ Chơn Viên và Ni trưởng Thích Nữ Chơn Tịnh về kế thế chăm sóc Hoa Nghiêm Các để khỏi bị mai một.
Năm 1968, 20 tháng 6, Ni sư Giác Huệ viên tịch, thọ 80 tuổi. Bà được nhập táng ngay trong khuôn viên chùa, ngôi chùa có tên là chùa Hoa Nghiêm.